# Chengjiao, Gansu
Chengjiao är en köping i nordvästra Kina. Den ligger i staden Linxia i den autonoma prefekturen Linxia för hui-folket i provinsen Gansu, Antalet invånare är 42 397. Befolkningen består av 22 037 kvinnor och 20 360 män. Barn under 15 år utgör 17,0 %, vuxna 15-64 år 74 %, och äldre över 65 år 7,0 %.